# Kadima
Kadima (hebr. קדימה; pol. Naprzód) – centrowa i liberalna partia polityczna działająca w Izraelu, założona 21 listopada 2005 roku przez Ariela Szarona.
Początkowo do partii należeli najbliżsi współpracownicy Szarona z partii Likud. Następnie dołączyli do niej niektórzy posłowie z Partii Pracy. W latach 2006–2013 była największym ugrupowaniem w izraelskim parlamencie – Knesecie (w wyborach w 2006 roku uzyskała 29, a w wyborach w 2009 roku 28 mandatów na 120 deputowanych). W wyborach parlamentarnych w 2013 roku członkowie Kadimy zdobyli zaledwie 2 mandaty parlamentarne (79 081 głosów i 2,09% poparcia).

## Historia

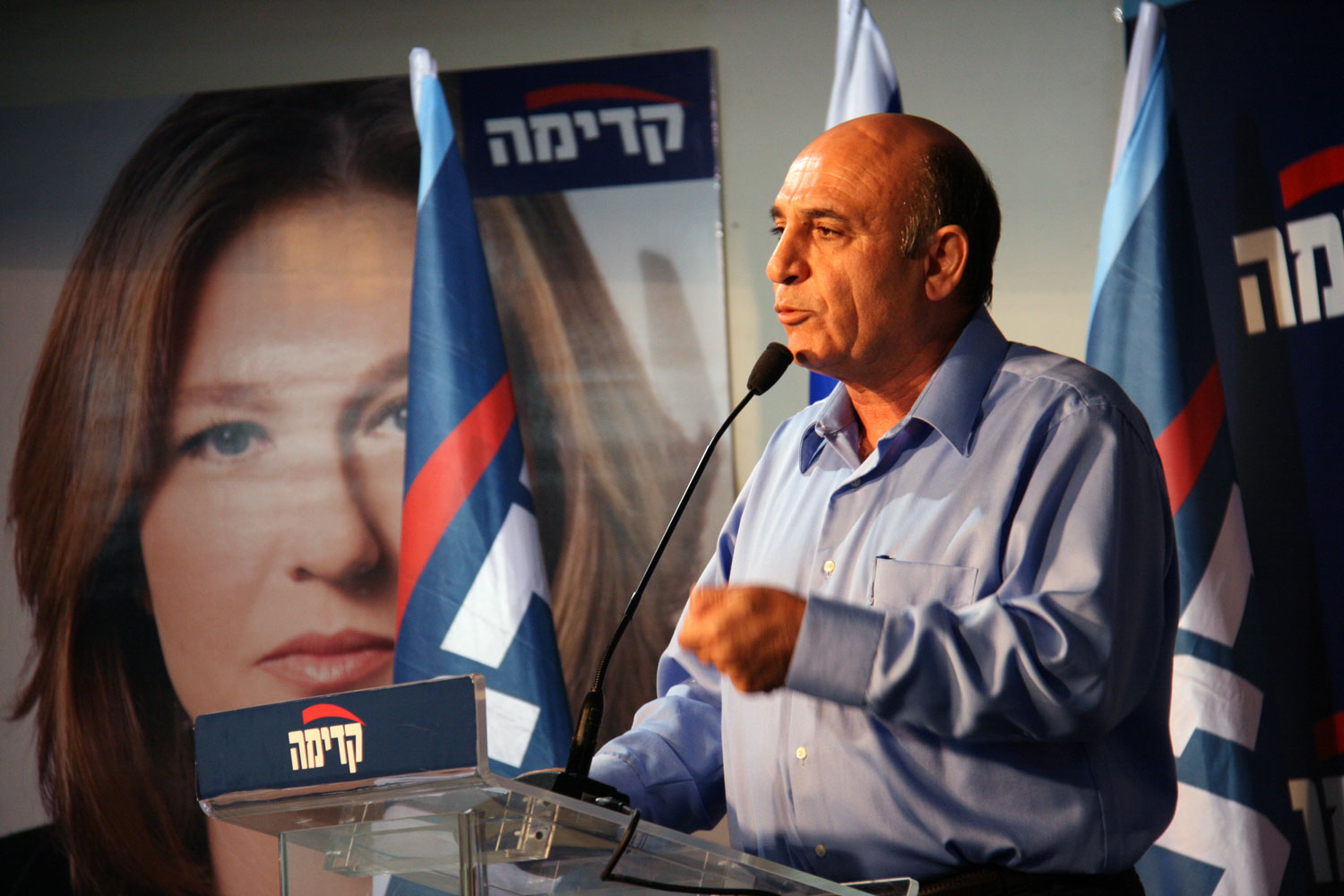
Sza’ul Mofaz, lider Kadimy, były czołowy działacz Likudu

Kadima została założona przez premiera Ariela Szarona, tuż po tym, jak opuścił on prawicową partię Likud 21 listopada 2005 roku, w celu utworzenia nowej partii politycznej, która umożliwiłaby mu zrealizowanie planu zapewnienia pokoju na Bliskim Wschodzie za pomocą jednostronnych posunięć – m.in. zlikwidowania izraelskiego osadnictwa w Autonomii Palestyńskiej i zarysowania przyszłych granic państwa palestyńskiego.
Nazwa Kadima, która oznacza „Naprzód” lub „Do przodu”, pojawiła się w pierwszych dniach po wyjściu Szarona z Likudu i spodobała się premierowi. Jednakże nie została ona od razu nadana nowemu tworowi politycznemu, a partia początkowo nazywała się „Narodowa Odpowiedzialność” (hebr. אחריות לאומית, Ahrayaut Leumit), nazwa ta została zaproponowana przez minister sprawiedliwości Cippi Liwni i entuzjastycznie przyjęta m.in. przez Re’uwena Adlera, bliskiego współpracownika Szarona. Miało to być tylko tymczasowym rozwiązaniem, ale sondaże wykazywały, że taka partia będzie bardziej rozpoznawalna niż Kadima. Ugrupowanie Szarona miało więc stać się „Narodową Odpowiedzialnością” na stałe. Niespodziewanie jednak, 24 listopada 2005 roku obwieszczono, że partia została ostatecznie zarejestrowana pod nazwą Kadima. Uznano, że może ona mieć znaczenie dla wielu Izraelczyków, ponieważ związana jest z bojowym okrzykiem oficerów armii izraelskiej. Dodatkowo przyjęcie takiej nazwy może oznaczać chęć podkreślenia przez Szarona jego wojskowej przeszłości, w perspektywie wyborów parlamentarnych w marcu 2006 roku. „Kadima” jest ponadto słowem nie określającym jakiejkolwiek politycznej orientacji (może więc się z nim identyfikować wiele różnych osób), choć było ono używane już przez wczesnych syjonistycznych liderów, takich jak Natan Birnbaum. Pomimo tego, takie nazwanie nowej partii zostało skrytykowane przez przywódcę Szinui, Tommy’ego Lapida, który stwierdził, że jest ono zbyt podobne do gazety Benito Mussoliniego, Avanti (wł. Naprzód).
Jak twierdzą zwolennicy Szarona, pierwszego dnia po założeniu Kadimy, nowa partia miała prawie 150 członków, większość z nich stanowili rozłamowcy z Likudu. Kilku członków Knesetu z Partii Pracy, Likudu i innych ugrupowań natychmiast przyłączyło się do Kadimy, włączając w to ministrów Ehuda Olmerta, Cipi Liwni, Me’ira Szitrita, Gideona Ezrę i Awrahama Hirszsona. Wiceministrowie Ruchama Awraham, Madżalli Wahbi, Eli Aflalo, Marina Solodkin, Ze’ew Bojm i Ja’akow Edri również weszli do partii Szarona, wraz deputowanymi Likudu Roni Bar-Onem i Omrim Szaronem. Były szef Histadrutu Chajjim Ramon z Partii Pracy także zdecydował się dołączyć do nowego podmiotu na izraelskiej scenie politycznej.
30 listopada 2005 roku, Szimon Peres opuścił Partię Pracy po trwającym ponad 60 lat członkostwie w tej organizacji i oświadczył, że pomoże premierowi Arielowi Szaronowi osiągnąć pokój z Palestyńczykami. Tuż po nagłym ataku, w wyniku którego Szaron zapadł w śpiączkę, pojawiły się spekulacje, czy Peres zostanie wybrany na nowego lidera Kadimy. Jeden z sondaży wskazywał, że partia otrzyma 42 mandaty w nadchodzących wyborach z Peresem na czele, a tylko 40 pod przywództwem Ehuda Olmerta. Większość prominentnych członków Kadimy pochodziła jednak z Likudu, poparła więc Olmerta na stanowisko następcy Szarona.

### Wybory 2006 i koalicja rządowa

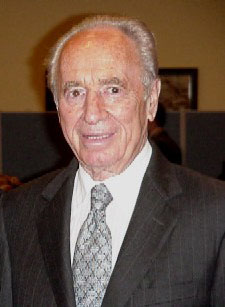
Szimon Peres, były lider Partii Pracy, opuścił tę centrolewicową formację i przed swoim wyborem na stanowisko prezydenta Izraela, startował w wyborach do Knesetu z miejsca nr 2. na liście Kadimy.

Partia wygrała wybory parlamentarne w Izraelu 2006 roku. Zdobyła 29 mandatów. 4 maja Ehud Olmert został premierem, a Kadima stała się partią inicjującą tworzenie koalicji rządowej. W jej skład weszły ugrupowania: Partia Pracy, Szas i Gil.
Podczas swej wizyty w USA i wystąpienia przed połączonymi izbami amerykańskiego Kongresu, Olmert obiecał, że w przypadku nie osiągnięcia porozumienia z Palestyńczykami, jego rząd będzie kontynuował realizację planu Szarona.
Po wojnie w Libanie (12 lipca – 14 sierpnia 2006), rząd Olmerta (jak również osoba samego premiera) stał się bardzo niepopularny w izraelskim społeczeństwie. Sondaże wskazywały na możliwe zwycięstwo Likudu w przypadku, gdyby wybory odbyły się pod koniec 2006 roku. 23 października 2006 roku skrajnie prawicowe ugrupowanie Nasz Dom Izrael weszło do koalicji rządowej. W maju 2007 roku Ehud Olmert cieszył się poparciem jedynie 3% ankietowanych Izraelczyków. 17 stycznia 2008 roku Nasz Dom Izrael wyszedł z rządu Ehuda Olmerta, w proteście przeciwko rozmowom pokojowym z Autonomią Palestyńską. Szef Jisra’el Betenu oświadczył, że jego partia opuściła gabinet, ponieważ Kadima ma zamiar oddać Palestyńczykom ziemie zajęte w 1967 roku.
30 lipca 2008 roku oskarżony o korupcję premier Olmert zakomunikował, że nie będzie się ubiegał o kolejną kadencję na stanowisku przewodniczącego partii. Swoje kandydatury w wewnątrzpartyjnych wyborach, zgłosili za to: Cipi Liwni, Sza’ul Mofaz, Awi Dichter i Me’ir Szitrit. 17 września 2008 nową przewodniczącą partii została wybrana Cipi Liwni, która otrzymała 43,1% głosów. Drugi Sza’ul Mofaz, zapewnił sobie 42% głosów. W wewnątrzpatyyjnych wyborach wzięło udział 55% członków partii, a Liwni zwyciężyła przewagą tylko 431 głosów (1,1%). Nowy lider rozpocznie negocjacje z partiami wchodzącymi dotąd w skład koalicji rządowej i zastąpi najprawdopodobniej Ehuda Olmerta na stanowisku premiera Izraela.
21 września 2008 Ehud Olmert złożył oficjalną rezygnację ze stanowiska premiera na ręce prezydenta Szimona Peresa. Ten przekazał misję uformowania nowego rządu Liwni. Zgodnie z ustawami zasadniczymi Izraela, w przypadku braku sukcesu po upływie 42 dni od uzyskania nominacji, rozpisywane są nowe wybory. 13 października Kadima i Partia Pracy doszły do porozumienia w sprawie nowej umowy koalicyjnej. Dla osiągnięcia większości parlamentarnej (minimum 61 mandatów) niezbędne stało się pozyskanie także Szas. Ugrupowanie znajdowało się pod presją Likudu. Binjamin Netanjahu przekonywał liderów partii religijnej, że Liwni pragnie negocjować z Palestyńczykami status Jerozolimy. Liwni ostatecznie nie udało się utworzyć nowej koalicji. Prezydent Peres rozpisał wybory do Knesetu na 10 lutego 2009 roku. Do czasu sformowania nowego rządu po wyborach w 2009 r., premierem pozostał Ehud Olmert.
17 grudnia odbyły się wewnątrzpartyjne wybory, w których członkowie Kadimy po raz pierwszy w historii decydowali o układzie nazwisk na liście partyjnej, którą ugrupowanie wystawi podczas wyborów parlamentarnych w lutym 2009 r. Wydarzenie to miało także inny wymiar – miało dać odpowiedź na pytanie, czy rywalizujący z Liwni Sza’ul Mofaz będzie w stanie zebrać swoich zwolenników i zagrozić przywództwu w partii. W prawyborach w Kadimie wzięło udział ok. 45% członków tej partii, a w pierwszej dziesiątce wyłonionej listy partyjnej znaleźli się: Liwni, Mofaz (ich pozycje były z góry ustalone jeszcze przed głosowaniem), Dalja Icik, Cachi Hanegbi, Roni Bar-On, Ze’ew Bojm, Me’ir Szitrit, Ruchama Awraham, Awi Dichter i Marina Solodkin. Większość z nich to zwolennicy Liwni. Partia Pracy ostrzegła jednak wyborców, że podczas głosowania parlamentarnego powinni zwrócić uwagę na fakt, że 80% postaci na liście partyjnej Kadimy to politycy wywodzący się z Likudu.
Według wyników sondażu z 19 grudnia 2008 r. pod względem popularności, partia zrównała się w tym okresie z Likudem. Badania preferencji wyborczych przeprowadzone dla dziennika Ma’ariw wykazały, że oba ugrupowania uzyskałyby 30 mandatów parlamentarnych, gdyby wybory zostały przeprowadzone właśnie 19 grudnia.

### Wybory w 2009 roku i Kadima w opozycji

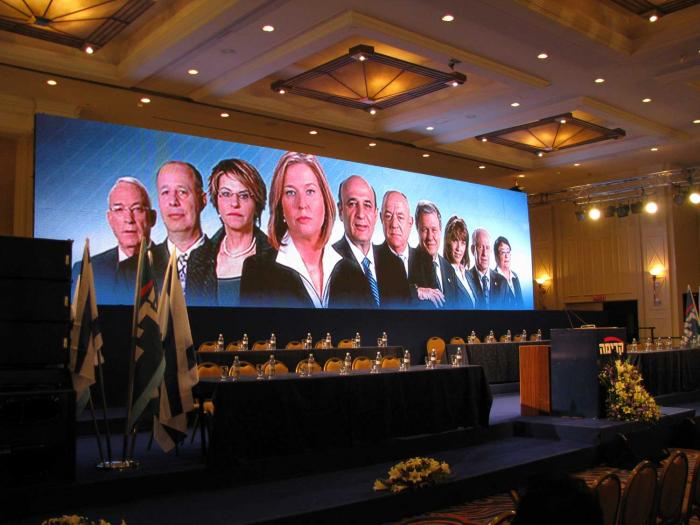
Kandydaci Kadimy w wyborach parlamentarnych w 2009

W wyborach przedterminowych do Knesetu z 10 lutego 2009 Kadima wygrała wybory uzyskując 28 miejsc w parlamencie. Pomimo tego zwycięstwa, pod znakiem zapytania stanęło to, czy kolejny premier Izraela będzie członkiem Kadimy. Stało się tak, ponieważ druga pod względem wielkości partia – Likud, otrzymała tylko o jeden mandat mniej. Trzecie miejsca zajął prawicowy, nacjonalistyczny Jisra’el Betenu, któremu pod względem ideologicznym o wiele bliżej do Likudu, niż do Kadimy. Jeden z liderów tego drugiego ugrupowania, Me’ir Szitrit, oświadczył, że jego partia nie wejdzie w skład skrajnie prawicowego rządu pod kierownictwem Netanjahu, nie wykluczając jednocześnie udziału w gabinecie, jeśli nie znajdzie się w nim Jisra’el Betenu.
Ostatecznie Netanjahu utworzył gabinet, w skład którego 31 marca 2009 roku weszli przedstawiciele Likudu, Szasu, Partii Pracy, Jisra’el Betenu, Zjednoczonego Judaizmu Tory oraz Żydowskiego Domu. Cipi Liwni stała się liderem opozycji, ostro krytykując m.in. Ehuda Baraka za wejście do prawicowego rządu.

### Rozłam i klęska wyborcza w 2013
W marcu 2012 Liwni przegrała w wewnątrzpartyjnych wyborach z Sza’ulem Mofazem, który uzyskał 61,7 proc. głosów. W listopadzie tego roku Liwni opuściła Kadimę, wraz z siedmioma dotychczasowymi parlamentarzystami tego ugrupowania. Wspólnie stworzyli nową centrową partię polityczną, Ruch (Ha-Tenu’a).
W wyniku wyborów parlamentarnych z 22 stycznia 2013, Kadima utraciła niemal 90 proc. miejsc w Knesecie w porównaniu do swego stanu posiadania po wyborach w 2009 r. Partii z trudnością udało się pokonać 2-procentowy próg wyborczy, przekraczając go kilkuset głosami. W Knesecie zasiadło jedynie 2 deputowanych Kadimy (Mofaz i Hasson), przez co ugrupowanie to stało się najmniejszą frakcją spośród 12 reprezentowanych w izbie. W 2013 Hasson opuścił Knesset, obejmując stanowisko prezesa Izraelskiego Zarządu Zabytków.
Przed wyborami w 2015 Mofaz ogłosił, że odejdzie z polityki. Na jego decyzji zaważył fakt, że kierownictwo partii postanowiło o nie przyłączaniu się do Unii Syjonistycznej – zjednoczenia Partii Pracy i Ha-Tenu’a. Po odejściu Mofaza, nowym liderem ugrupowania został Akram Chason, stając się pierwszym w historii Druzem, który został szefem partii izraelskiej skupiającej przede wszystkim Żydów. Wkrótce potem jednak złożył on rezygnację, a następnie wstąpił do ugrupowania My Wszyscy, otrzymując 12. miejsce na liście wyborczej tej partii. Pod wpływem tych wydarzeń, kierownictwo Kadimy zadecydowało o nie startowaniu w wyborach parlamentarnych z 17 marca 2015.

## Program
Program Kadimy został po raz pierwszy publicznie przedstawiony 28 listopada 2005 roku przez ówczesną minister sprawiedliwości Cipi Liwni, która w swoim oświadczeniu zawarła m.in. główne punkty platformy programowej nowego ugrupowania:
- naród izraelski posiada historyczne prawo do całości Ziemi Izraela (hebr. Erec Jisra’el). Jednakże w celu zapewnienia przewagi demograficznej Żydów, część tego terytorium musi zostać przekazana Arabom. W ten sposób demokratyczne państwo żydowskie zachować ma swoją tożsamość[35].
- Jerozolima i duże osiedla żydowskie na Zachodnim Brzegu Jordanu pozostaną pod kontrolą izraelską.
- głównym planem zakończenia izraelsko-palestyńskiego konfliktu i utworzenia niepodległego państwa Palestyńczyków pozostaje Plan pokojowy dla Bliskiego Wschodu z 2003 roku. Ma on zostać wprowadzony w życie stopniowo przez rozwiązanie organizacji terrorystycznych, zebranie broni, wdrożenie zmian w systemie bezpieczeństwa w Autonomii Palestyńskiej oraz zapobieganie ponownemu wybuchowi konfliktu. Na koniec procesu zostanie utworzone zdemilitaryzowane państwo palestyńskie, które wyrzeknie się terroryzmu.
- izraelski system polityczny zostanie zmieniony w celu zapewnienia mu stabilności. Jedną z możliwości tego dokonania będzie uchwalenie konstytucji w formie pojedynczego aktu prawnego.
- Kadima nie wykluczyła również żadnej z partii politycznej jako ewentualnego partnera koalicyjnego.

### Polityczne cele i postulaty

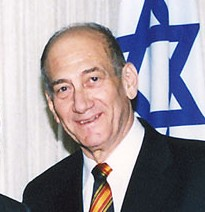
Ehud Olmert, premier Izraela i lider Kadimy do 17 września 2008

Początkowo program Kadimy był wiernym odbiciem poglądów Ariela Szarona i jego politycznych zamierzeń i decyzji. Wczesne doniesienia z obozu Szarona, tworzącego nową partię, mówiły o stworzeniu ugrupowania prawdziwie „centrowego” i „liberalnego”. Wydawało się, że Szaron pragnął w ten sposób przyciągnąć do Kadimy deputowanych do Knesetu z innych partii, często o bardzo znanych w Izraelu nazwiskach, którzy byliby w stanie zaakceptować przywództwo premiera, pragnąc implementacji „umiarkowanego” programu politycznego. Szaron wierzył w możliwość realizacji tzw. mapy drogowej, w związku z bliskimi relacjami z prezydentem USA, George’em W. Bushem.
W sprawach wewnętrznych, Szaron pokazał, że pragnie dojść do porozumienia ze swoim byłym koalicyjnym partnerem, antyklerykalną Szinui (uczestniczyła ona w drugim rządzie Szarona w 2003 roku), która promowała swój program, skierowany przeciwko wpływowym ugrupowaniom reprezentującym wyznawców judaizmu ortodoksyjnego (Haredim). Jedna z takich partii, Zjednoczony Judaizm Tory, przyłączyła się do rządu Szarona w tym samym czasie, co i Partia Pracy, po opuszczeniu koalicji gabinetowej przez Szinui. W przeszłości, również Szinui nazywało się partią „centrową”, ponieważ odrzucało zarówno socjalizm Partii Pracy (propagując zamiast tego ekonomię wolnorynkową), jak również sprzeciw Likudu przeciwko powstaniu palestyńskiego państwa.
Ówczesna minister sprawiedliwości Cipi Liwni, uważana za osobę nr 2 po Szaronie na początku funkcjonowania partii, powiedziała mediom, iż Kadima ma zamiar wspomóc realizację planów utworzenia oddzielnego palestyńskiego państwa, co spotkało się z poparciem znanego izraelskiego lewicowca Josiego Belina. Pomimo tego, Szaron był głównym „architektem” konstrukcji tzw. muru bezpieczeństwa, oddzielającego Zachodni Brzeg od Izraela. Koncepcja ta została skrytykowana przez lewą stronę izraelskiej sceny partyjnej. Pomimo tego, przez wielu plany te uznane zostały za pierwszy krok na drodze do końcowego ustalenia stałych granic państwa żydowskiego.
22 listopada 2005 roku, na konferencji prasowej, Szaron wspomniał iż jest za wycofaniem się z osiedli żydowskich na Zachodnim Brzegu. Odmówił jednak podania terminu oraz innych bliższych szczegółów takiej akcji.

## Przywódcy partyjni
Przewodniczący partii od 2005 roku:
- Ariel Szaron (2005–2006)
- Ehud Olmert (2006–2008)
- Cippi Liwni (2008–2012)
- Sza’ul Mofaz (2012–2015)
- Akram Chason (od 2015)

Ponadto Szimon Peres został wybrany 9. prezydentem Izraela jako kandydat Kadimy.

## Znani członkowie

### Byli członkowie Likudu
- Były poseł i lider Likudu i premier, Ariel Szaron
- poseł, były wicepremier, premier i minister finansów Ehud Olmert (poprzednio burmistrz Jerozolimy)
- minister obrony z Likud Sza’ul Mofaz (nie był posełm, pierwotnie odmówił wstąpienia do Kadimy)
- deputowana, minister spraw zagranicznych, minister sprawiedliwości Cippi Liwni
- były poseł i p.o. ministra Cachi Hanegbi (p.o. przewodniczącego Likudu po rezygnacji Szarona, zrezygnował z miejsca w Knesecie)
- poseł i minister bezpieczeństwa wewnętrznego Gidon Ezra
- poseł i minister turystyki Awraham Hirszson
- poseł i minister transportu Me’ir Szitrit
- poseł i wiceminister bezpieczeństwa wewnętrznego Ja’akow Edri
- były poseł Omri Szaron (syn Ariela)
- deputowana Marina Solodkin
- poseł Roni Bar-On
- deputowana Ruchama Awraham
- poseł Eli Aflalo
- poseł Ze’ew Bojm
- poseł Madżalli Wahbi
- były poseł Roni Milo (były burmistrz Tel Awiwu)
- Josi Ben Dawid, burmistrz Jehud-Monosson
- Szimon Lankri, burmistrz Akki
- Chajjim Barbibaj, burmistrz Kirjat Szemona
- Cewi Cilker, burmistrz Aszdodu
- Josi Niszri, burmistrz Kirjat Ono
- Zamir Ben-Ari, burmistrz Giwat Szemu’el

### Byli członkowie Partii Pracy
- poseł i były premier i prezydent Izraela Szimon Peres
- poseł i były minister Chajjim Ramon
- Deputowana i była minister Dalja Icik
- Były poseł Rafi Elul
- Były poseł Efi Oszaja
- poseł Eli Ben-Menachem
- Szemuel Riffman, prominenty działacz świeckiego ruchu kibucowego i przewodniczący Samorządu Regionu Ramat ha-Negew
- Me’ir Niccan, burmistrz miasta Riszon le-Cijjon
- Menachem Ari’aw, burmistrz Nacerat Illit
- Tallal Kirnaui, burmistrz miasta Rahat, zamieszkanego w większości przez izraelskich Beduinów
- Szuki Forer, burmistrz Rechowot
- Nawa Barak, była żona premiera Ehuda Baraka

### Członkowie wywodzący się z innych partii
- Szas: poseł Dawid Tal
- Jisra’el Betenu: poseł Micha’el Nudelman
- Szinui: prof. Uri’el Reichman, burmistrz Hajfy i były poseł Jona Jachaw

### Inni prominentni członkowie
- Awi Dichter, były szef Szabaku
- Ronit Tirosz, dyrektor generalny w ministerstwie edukacji
- Azzam Azzam, izraelski druz oskarżony o szpiegostwo na rzecz Izraela w Egipcie i skazany na 8 lat więzienia
- Chajjim Erez, generał rezerwy, były dowódca Okręgu Południowego i były prezes Israeli Chemicals.
- Jicchak Ben Jisra’el, profesor ówczesny przewodniczący Izraelskiej Agencji Lotów Kosmicznych